# هيلين فيتالي
هيلين فيتالي (باليونانية: Ελένη Βιτάλη)‏ هي مغنية وملحنة يونانية، ولدت في 19 سبتمبر 1954 في أثينا في اليونان.

## وصلات خارجية
- هيلين فيتالي على موقع IMDb (الإنجليزية)
- هيلين فيتالي على موقع ميوزك برينز (الإنجليزية)
- هيلين فيتالي على موقع أول ميوزيك (الإنجليزية)
- هيلين فيتالي على موقع ديسكوغز (الإنجليزية)
- هيلين فيتالي على موقع ديسكوغز (الإنجليزية)